# Moon Child
Moon Child é um filme japonês, do ano de 2003, dos gêneros ficção científica, ação e drama, realizado por Takahisa Zeze, estreado no Japão a 19 de Abril de 2003.

## Sinopse
O filme fala sobre um futuro onde um lugar chamado Mallepa foi criado, onde refugiados que não tiveram mais condições monetárias de continuar vivendo em seus países moram, criando uma mistura de raças e línguas em um lugar cheio de pobreza, violência, drogas e mafiosos. No meio de tudo isso, o pequeno Sho conhece Kei (Hyde), um vampiro depressivo que não gosta de viver tendo que matar os outros. Sho cresce (a versão adulta é interpretada por Gackt), Kei não, e junto com um dos amigos de infância de Sho, eles arrancam dinheiro de bandidos, até que um dia, conhecem Son (interpretado pelo também cantor, Lee Hom Wang), um refugiado de Taiwan que quer vingança contra os bandidos que estupraram sua irmã.

## Elenco
| Nome                 | Personagem    |
| -------------------- | ------------- |
| Hideto Takarai(Hyde) | Kei           |
| Gackt                | Sho           |
| Lee-Hom Wang         | Son           |
| Tarô Yamamoto        | Toshi         |
| Susumu Terajima      | Shinji        |
| Zeny Kwok            | Yi-Che        |
| Seiji Chihara        | Não creditado |
| Chihara Junia        | Wani          |
| Yosh                 | Não creditado |
| Kanata Hongô         | Jóvem Sho     |
| Ryo Ishibashi        | Não creditado |
| You Kurosaki         | Jun           |
| Anne Suzuki          | Hana          |
| James H. Thomas      | Rick          |
| Etsushi Toyokawa     | Luka          |

## Prémios
- Prémio para melhor ator coadjuvante (Taro Yamamoto) nos Blue Ribbon Awards de 2004.[2]